# Tarzan the Ape Man (1932)
Tarzan the Ape Man is een Amerikaanse film uit 1932, gebaseerd op het personage Tarzan. De hoofdrollen worden vertolkt door Johnny Weissmuller, Neil Hamilton, C. Aubrey Smith en Maureen O'Sullivan. De film is losjes gebaseerd op de roman Tarzan of the Apes. De regie was in handen van W.S. Van Dyke.

## Verhaal
James Parker en Harry Holt zijn op een expeditie in Afrika. Ze zoeken een legendarisch olifantenkerkhof waar ze een hoop kostbaar ivoor hopen te vinden. Parkers dochter Jane gaat onverwacht met hen mee. Harry heeft duidelijk een oogje op Jane en doet zijn best haar te beschermen tegen de gevaren van de jungle.
De expeditie komt al snel oog in oog te staan met Tarzan, een man die blijkbaar in de jungle is opgevoed. Jane is eerst bang voor Tarzan, vooral wanneer hij haar uit nieuwsgierigheid meeneemt (zij is de eerste menselijke vrouw die hij ziet). Al snel ontwikkelt ze gevoelens voor hem en krijgt ze haar bedenkingen over terugkeren naar de beschaafde wereld en het moeten achterlaten van Tarzan.
In de climax van de film moet Tarzan Jane, Parker en Holt redden van een inheemse stam.

## Rolverdeling
| Acteur             | Personage    |
| ------------------ | ------------ |
| Johnny Weissmuller | Tarzan       |
| Neil Hamilton      | Harry Holt   |
| Maureen O'Sullivan | Jane Parker  |
| C. Aubrey Smith    | James Parker |
| Doris Lloyd        | Mrs. Cutten  |
| Forrester Harvey   | Beamis       |
| Ivory Williams     | Riano        |

## Achtergrond
Tarzan the Ape Man was de eerste Tarzan-film met Weissmuller in de hoofdrol. Tevens introduceert deze film de chimpansee genaamd Cheeta, een personage dat in geen van de Tarzan-boeken voorkomt maar nadien wel in veel film is gebruikt.
De film was de eerste in een lange reeks Tarzan-films die tussen 1932 en de jaren 70 werden gemaakt. De film introduceerde Tarzans bekende kreet. Deze zou zijn bedacht door geluidstechnicus Douglas Shearer. Weissmuller hield echter vol dat hij de kreet had uitgevonden.
Van de film werd tweemaal een remake gemaakt: eerst in 1959 en later in 1981.